# Joachim Ickrath
Joachim Ickrath (* 15. Juni 1940 in Berlin) ist ein saarländischer Bildender Künstler.

## Leben und Wirken
Seine Kindheit und Schulzeit verbrachte er in Saarbrücken, bevor er von 1959 bis 1962 seine Ausbildung an der Kunstgewerbeschule in Basel fortsetzte.
1962 siedelte er nach Berlin über, wo er für zwei Semester Stipendiat in der Bildhauerklasse von Hans Uhlmann an der damaligen Hochschule der Künste in Berlin war.
1966 war er Mitherausgeber der Kunstzeitschrift „ZAAZ“, die nach seinem Weggang von Berlin keinen Fortbestand hatte. In der Zeit von 1970 bis 1981 unternahm Ickrath mehrere längere Reisen in Europa, Asien und Amerika. Insbesondere die Indische Kultur fand seine Faszination, er hielt sich zwei Jahre dort auf. In Indien belegte er ein Studium indischer Religionen und Philosophien. Heute lebt und arbeitet Ickrath in Völklingen.
Das Werk Ickraths zeichnet sich durch klare Strukturen und Farben aus. Oft sind es geometrische Figuren, die wiederholt und dabei mutiert werden. Ickrath konnte von den Schweizer Konstruktivisten Camille Graeser (1892–1980) und Richard Paul Lohse (1902–1988) in seiner Studienzeit viele der Techniken als die für ihn wirkungsvollsten übernehmen. Seine Bilder wirken dadurch aber überhaupt nicht langweilig, sondern erzeugen eine Spannung, die neugierig macht und den Betrachter auf Entdeckungsreise schickt. „Die künstlerische Tätigkeit ist das Ganz-Andere. Letztlich geht es in der Kunst um die Suche nach dem Unbekannten, um die Erweiterung des Bewußtseins und des Wissens auf verschiedenen Ebenen.“ (Ickrath im Interview, Saarbrücker Zeitung, September 1997)

## Ausstellungen
Seine Werke unterliegen dem Urheberrecht, sind aber in verschiedenen Museen zu sehen bzw. werden auf Wechselausstellungen präsentiert. Die folgende Liste ist ein Teil seiner Einzelausstellungen. Darüber hinaus hat er an vielen weiteren Ausstellungen teilgenommen.
- Galerie Rosenstraße, Saarbrücken, 1969
- Kunstzentrum Bosener Mühle; Kunstverein, Dillingen, 1982
- Galerie „Arbre à Souhait“, Paris, 1983
- Galerie Steinert, Saarbrücken, 1985
- Künstlerhaus Augsburg; Altes Rathaus St. Wendel, 1986
- Galerie Aalkasten, Trier, 1987
- Altes Rathaus, Völklingen, 1989
- Galerie im Zwinger, St. Wendel, 1991
- VSE-Saarbrücken, 1992
- Kunstverein, Dillingen; Galerie Fritzen, Saarlouis, 1993
- „ansicht - aufsicht“, Kunstforum, Neues Rathaus Völklingen; „Lignes“, Galerie de La Médiathèque de Forbach, Forbach, 2000
- Schloss Dagstuhl, Wadern; „1+1=1“, Jans Galerie, Saarbrücken, 2002
- Galerie Atelier Libre, Ottweiler, 2003
- „Arbeiten der letzten 20 Jahre“, Meisterhaus Völklingen, 2004
- „Im Fadenkreuz“, Galerie 48, Saarbrücken, 2006
- „Joachim Ickrath. Drehmomente“, Kunstverein Dillingen im Alten Schloß e. V., 2007
- „Bilder ohne Grenzen“, Rathausgalerie St. Ingbert, 2009